# Justin Chon
Justin Jitae Chon (* 29. května 1981, Irvine, Kalifornie, USA) je americký herec s korejskými kořeny.

## Osobní život
Justinův otec byl herec v Jižní Koreji.

## Kariéra
Jeho herecká kariéra odstartovala v roce 2005 v show Jack & Bobby a Taki & Luci. V roce 2006 si zahrál Petera Wu na televizi Disney Channel ve filmu Wendy Wu: Homecoming Warrior. Pak na televizi Nickelodeon si zahrál v sitcomu Just Jordan.
V roce 2008 dostal menší roli ve filmu Twilight kde hraje Erica Yorkie, který je Belliným (Kristen Stewart) spolužákem ve škole.

## Filmografie
- 2010 - The Twilight Saga: Eclipse ... Eric Yorkie
- 2009 - The Twilight Saga: New Moon ... Eric Yorkie
- 2009 - Crossing Over ... Yong Kim
- 2009 - Ball's Out: The Gary Houseman Story ... Joe Chang
- 2008 - Stmívání ... Eric Yorkie
- 2007 - 2008 - Just Jordan (TV seriál) ... Tony Lee
- 2007 - Zoom! ... Chester Lopman
- 2006 - Fleetwood ... Rong
- 2006 - O.C. (TV seriál) ... Big Korea
- 2006 - Puff, Puff, Pass ... Bobbi
- 2006 - Wendy Wu: Homecoming Warrior ... Peter Wu
- 2005 - Jack & Bobby (TV seriál) ... Greek Chorus
- 2005 - Taki & Luci ... Drug Buyer